# Autoridad parental
La autoridad parental es un efecto personal de la filiación, que consiste en el hecho de ejercer conjuntamente las madres y los padres autoridad sobre el hijo.
Este concepto se opone al de "fuerza paternal" que garantiza la exclusividad de la autoridad del padre sobre toda la familia, incluida la madre. La autoridad parental significa, en cambio, la igualdad de los derechos y deber del padre y la madre en la educación de los niños. Hay varios tipos de autoridad parental. Incluyendo custodia compartida. Cuando los dos padres viven juntos y comparten la custodia, ninguno de los dos padres es ajeno de la custodia.

## Efectos
La autoridad parental genera derechos y obligaciones recíprocas entre padres e hijos, a saber
- Obligaciones de los hijos respecto de los padres:
  - Deber de respeto y obediencia
  - Deber de socorro en circunstancias que requieran su auxilio (ancianidad, etc)

- Obligaciones de los padres respecto de los hijos:
  - Alimentos
  - Deber de corrección, sin lesionar su salud ni desarrollo personal.